# Yue-Sai Kan
Yue-Sai Kan (Chino: 靳羽西; pinyin: Jìn Yǔxī) es una presentadora y productora de televisión china, emprendedora, autora de artículos e implicada en activismos humanitarios. La revista People la calificó como "la mujer más famosa de China" y la revista Time la proclamó "Reina del Reino Medio".

## Trayectoria
Yue-Sai nació en Guilin, China y creció en Hong Kong. Su padre Kan Wing-Lin fue un venerado pintor y calígrafo chino tradicional. En 1968, mientras estudiaba piano en la Universidad Brigham Young en Hawái, Yue-Sai participó en el Concurso de Belleza de Flores Narciso patrocinado por la Cámara de Comercio de China local. Se convirtió en la segunda finalista y debido a los trabajos asociados viajó por todo el mundo. La experiencia le cambió la vida y marcó el comienzo de su carrera en moda, belleza, comunicación e intercambio cultural.

### Trabajo en televisión

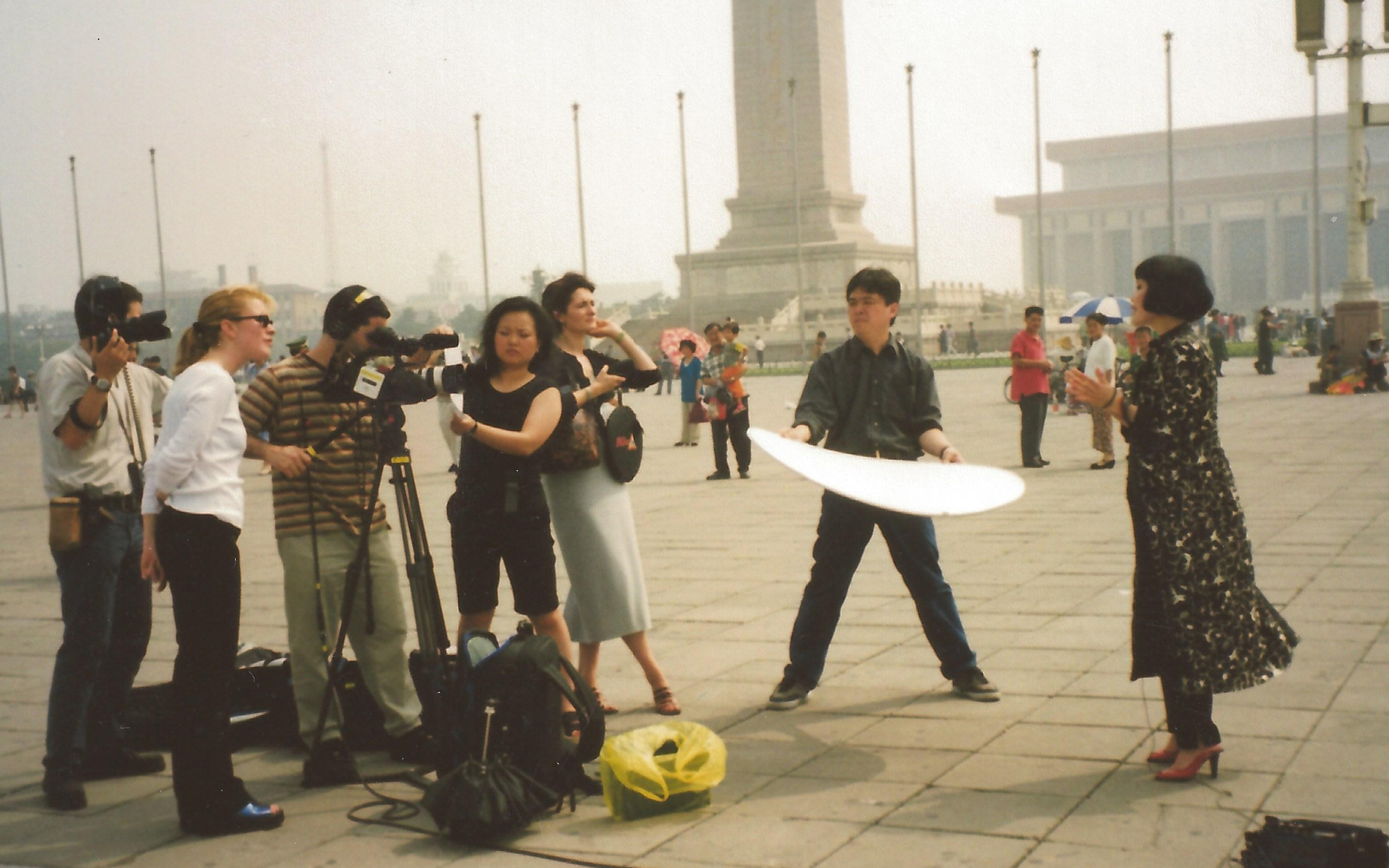
Kan con su equipo de producción estaban filmando One World en Beijing

En 1972, Kan se mudó a la ciudad de Nueva York. Poco después formó Yue-Sai Kan Productions y creó su primera producción televisiva importante, una serie semanal llamada "Looking East". El programa fue el primero de su tipo en presentar las culturas y costumbres asiáticas a un público estadounidense creciente y receptivo. Obtuvo elogios de la crítica y ganó docenas de premios. Según lo descrito por el New York Times: "Pocas personas pueden cruzar el Este y el Oeste, pero Yue-Sai Kan puede, y lo hace con belleza, inteligencia y gracia". La serie permaneció en antena durante 12 años, los últimos 2 años en Discovery Channel. Por este y otros trabajos, Kan está reconocida como primera persona periodista de televisión en conectar Oriente y Occidente.
En 1984, PBS (Estados Unidos) invitó a Kan a presentar la primera transmisión en vivo desde China con motivo del 35 aniversario de la República Popular China. La transmisión conjunta entre Estados Unidos y China abrió la puerta a muchas colaboraciones entre las industrias televisivas de los dos países. Dos años más tarde, la serie de televisión bilingüe "One World", producida y conducida por Kan, se emitió en la red de televisión nacional de China CCTV-1, con una audiencia semanal de 300 millones, lo que le dio a muchos chinos su primera visión del mundo exterior. Su transmisión cautivó a toda la nación y la convirtió en un nombre familiar en China. Inspiró a millones de jóvenes para aprender inglés y viajar al extranjero. En ese momento con transmisiones tanto en China como en los Estados Unidos, Kan fue la mujer más vista del mundo. Los guiones y videos bilingües de "One World" se utilizaron como materiales de enseñanza en las escuelas de China y su estilo de presentación natural influyó en una generación de periodistas de televisión en China.
Otros logros de Kan en la televisión estadounidense incluyen narrar el documental de ABC News "China: Walls and Bridges", que recibió uno de los Premios Daytime Emmy. "Viaje a través de una China cambiante" se distribuyó en todo el país y fue elogiado públicamente en el Registro del Congreso de los Estados Unidos, que calificó a Kan de "embajadora ciudadana". Las populares series "Mini Dragons" y "Doing Business in Asia", que Kan produjo y condujo, fueron transmitidas por PBS, alimentando la creciente demanda occidental de información sobre Oriente. Se creó una versión corporativa de la serie y se vendieron miles de copias a corporaciones y escuelas de negocios universitarias en todo el mundo durante muchos años. Kan ha seguido produciendo una variedad de programas de televisión destinados a aumentar la conciencia china sobre las últimas tendencias internacionales de estilo de vida, incluidos segmentos para el popular programa de CCTV "Half of the Sky" y más recientemente "Yue-Sai's World" y "Yue-Sai's Expo". Kan ha filmado en más de 25 países, ha creado miles de programas que ha sido vistos en todo el mundo.

### Empresaria

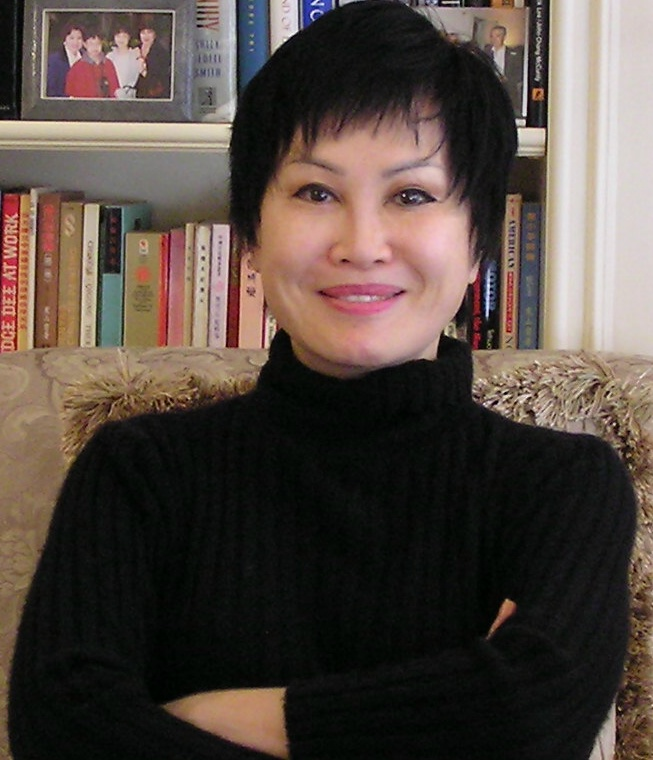
Yue-Sai Kan en New York, 2005

En 1992, Kan se transformó de una personalidad televisiva con éxito a una empresaria al crear la marca de cosméticos Yue-Sai, que se convirtió en la compañía de cosméticos líder de China, y finalmente vendió productos en más de 800 puntos de venta a través de 23 compañías regionales en los principales mercados de China. La compañía alentó a las mujeres chinas a estar orgullosas de su imagen y fue una de las primeras en ingresar a la industria cosmética en China. Más del 90 % de la población china hoy reconoce la marca, que fue comprada por L'Oréal en 2004. Forbes informó que Kan "está cambiando la cara del Reino Medio, con un lápiz labial". Kan permaneció como vicepresidenta honoraria de L'Oréal China.
En 2008, Kan creó una nueva marca minorista de estilo de vida de Oriente y Occidente, la Casa de Yue-Sai, que vende una variedad de muebles para el hogar, ropa de cama, vajilla, iluminación, accesorios decorativos, regalos únicos y joyas. Kan también ha diseñado y producido una línea de muñecas asiáticas, conocidas como Yue-Sai WaWa ("muñeca" en chino). Al ver que las muñecas vendidas en China tenían ojos azules y cabello rubio, Kan creó muñecas con características, accesorios y características culturales distintivas de Asia para ayudar a los niños asiáticos a desarrollar la confianza, el conocimiento y el orgullo de su herencia, así como a educar a los niños de todas las tradiciones sobre las culturas asiáticas.

### Libros
Kan ha escrito nueve libros, situados entre los más vendidos en China, dando consejos sobre producción televisiva, belleza y etiqueta contemporáneas. Su primera publicación, Yue-Sai's Guide to Asian Beauty, que enseña maquillaje básico y técnicas de peinado personal, se convirtió en un manual que utilizan muchas mujeres chinas. Kan introdujo los estándares sociales internacionales en China con su libro Etiqueta para los chinos modernos, promovido por el Ministerio de Cultura de China. Las reescrituras posteriores The Chinese Gentleman y The Complete Chinese Woman sirvieron como manuales virtuales de capacitación para voluntarios en los Juegos Olímpicos de Pekín 2008 y la Exposición Universal de Shanghái de 2010. En 2009, Kan publicó Exquisite Spaces, 25 Top Interior Designers of the World, un libro con filosofías de diseño y consejos de diseñadores reconocidos a nivel mundial, incluyendo sus trabajos. Fue la primera vez que un libro de diseño de interiores de tal magnitud se distribuyó en China. Life is a Competition y 99 Ways to Live a Charmed Life se publicaron en 2013 y 2014, respectivamente, publicaciones dirigidas a jóvenes chinos que buscan asesoramiento en carreras, relaciones y desarrollo integral. Actualmente, Kan está trabajando en su décimo libro.

## Activismo humanitario y embajadora cultural
A lo largo de su vida, Kan ha estado profundamente involucrada en causas humanitarias. Sus iniciativas filantrópicas incluyen una donación de casi $ 200,000 a la IV Conferencia Mundial sobre la Mujer, 1995 de la Organización de las Naciones Unidas en Beijing en 1995, cuando Yue-Sai Cosmetics llevaba 3 años en funcionamiento, y un programa de becas establecido en 1997 en la Universidad de Pekín para alumnas destacadas. Durante años, Kan construyó escuelas y bibliotecas en regiones desfavorecidas de China. En 2002, Unicef nombró a Kan, junto a otros líderes internacionales y celebridades, como primer y único embajador chino global de "Say Yes for Children". Al presidir una de las organizaciones benéficas más grandes de China, la gala anual 2010 de la Fundación Shanghái Soong Ching-ling, Kan ayudó a recaudar más de $ 1.5 millones para apoyar a 12 hospitales en regiones remotas de China. Para reconocer su enorme contribución, la Fundación Shanghái Soong Qing-Ling aprobó la constitución de la organización humanitaria China Beauty Charity Fund (CBCF) y nombró a Kan como Embajadora y Presidenta. El CBCF con su entidad hermana en los Estados Unidos se dedica al mejoramiento y avance de las mujeres y los niños a través de programas de educación, salud y cultura en todo el mundo. Actualmente, Kan es miembro del Comité de 100 (Estados Unidos) que está compuesto por destacados estadounidenses de origen chino. Forma parte del consejo de la Sociedad de Honores de Ellis Island y del Consejo Rector de la Sociedad de Filantropía del Príncipe Alberto de Mónaco. Es miembro del Consejo Internacional del Museo Metropolitano de Arte. A principios de 2018, Kan se convirtió en copresidenta del Instituto de China en América, una organización sin fines de lucro centenaria dedicada a fomentar una comprensión más profunda de China a través de programas de educación, cultura, arte y negocios. Ella comparte la presidencia con Chien Chung Pei, hijo del arquitecto Ieoh Ming Pei.
En 2006, Kan comenzó a servir como Presidenta del Comité de Invitados del Festival Internacional de Cine de Shanghái (SIFF), el festival de cine más grande de Asia. Su título cambió a SIFF International Ambassador en 2015. Kan aseguró la asistencia de casi 50 cineastas internacionales de primer nivel, incluidos Oliver Stone, Daniel Boyle, Tom Hooper (cineasta), Jean-Jacques Annaud, Quincy Jones, Halle Berry, Catherine Deneuve, Susan Sarandon, Adrien Brody, Claire Danes, Hugh Grant, Meg Ryan, Sophie Marceau.

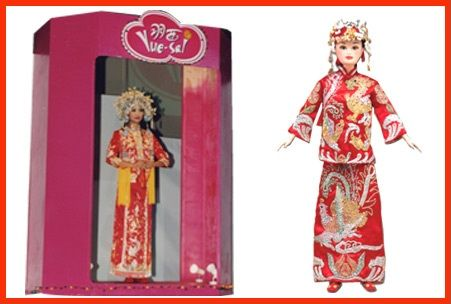
Yue-Sai Kan creó una línea de muñecas con características Asiáticas "WaWa" (nombre chino para muñeca)

Desde 2011, Kan trabaja como Directora Nacional de Miss Universe China. Kan declaró que los tres objetivos del concurso durante su administración son apoyar la educación y la filantropía, y crear una imagen positiva de las mujeres chinas. Fue tutora de siete titulares de Miss China, que representaron a China en el concurso final de Miss Universo. Además, Kan convirtió el certamen final de Miss Universe China en un baile filantrópico anual en Shanghái. Las recaudaciones se utilizan para apoyar orfanatos, patrocinar cirugías de corrección de labio leporino y paladar hendido, así como a financiar becas para estudiantes en escuelas de música, televisión y cine de China. Kan también defiende la creatividad china a través de su gala anual China Fashion en Nueva York. La Gala impulsó la posición internacional de fotógrafos chinos como Chen Man y Sun Jun, o diseñadores como Lan Yu (diseñador de moda), Grace Chen y Jason Wu. La reconocida diseñadora de alta costura china Guo Pei agradeció a Kan que sus creaciones fueron recogidas por el Museo Metropolitano de Arte después de su debut en la Gala de la Moda China.

## Reconocimientos
Kan es la primera y única persona estadounidense viva que aparece en un sello chino, emitido por el gobierno en 2002. Su larga lista de premios y reconocimientos incluye el Premio Magnolia del Gobierno Municipal de Shanghái por su contribución al desarrollo económico y social de Shanghái, "Las 20 mujeres más influyentes del mundo" de la Agencia de Noticias Xinhua y el establecimiento permanente de un "Yue- Sai Day" en Hawái, que cae el 6 de octubre de cada año.
Kan recibió la Medalla de Honor de Ellis Island como persona destacada inmigrante chino-estadounidense y el Premio Ban Ki-moon de Asia Initiatives.
En 2016, Kan recibió el Premio Pionero del Día del emprendimiento femenino en reconocimiento por sus logros en el mundo de los negocios.